# Фуд-порн

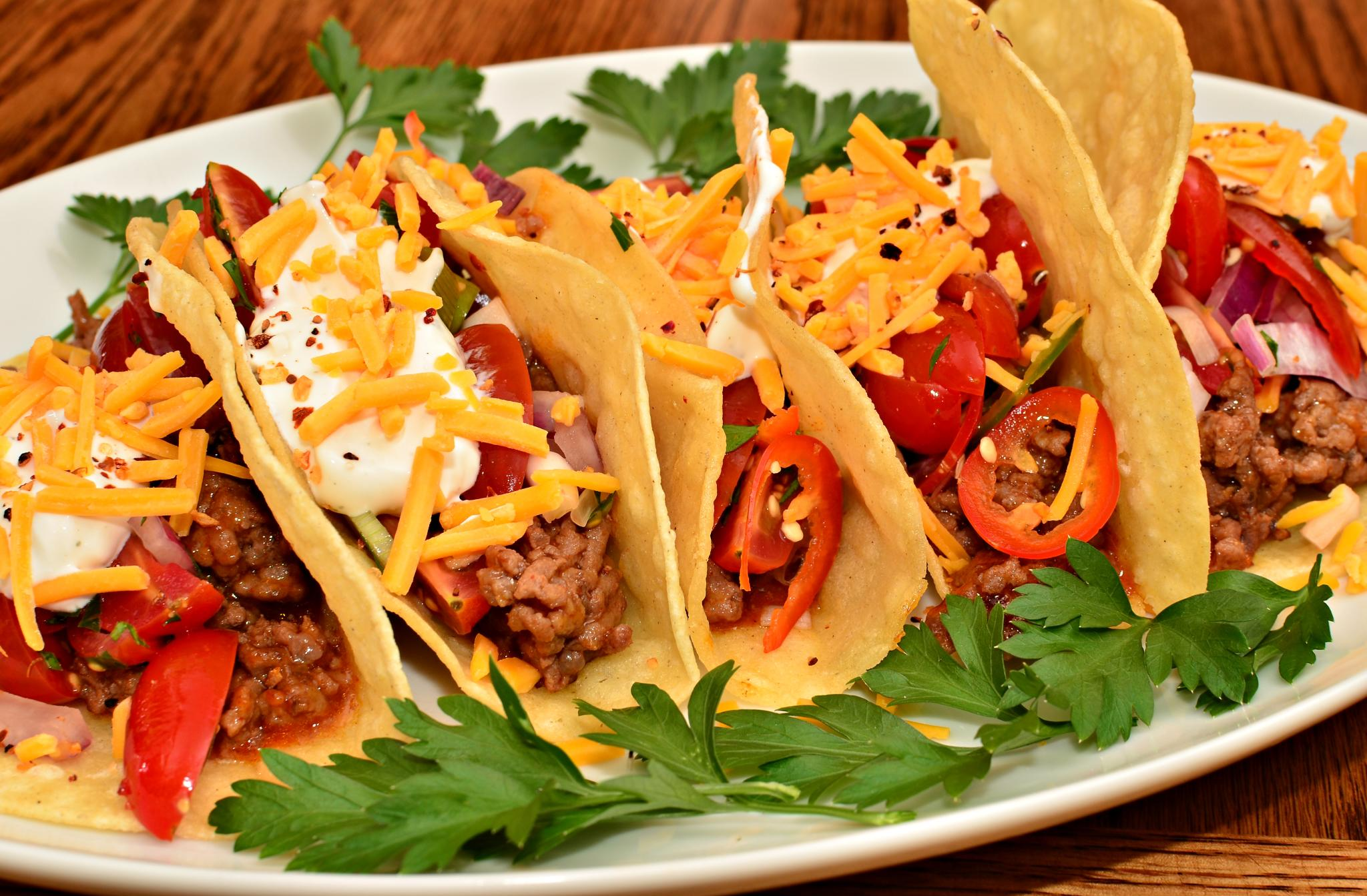
Тако

Фуд-порн (или фудпорн) (англ. foodporn (food porn) от food «еда» + porn «порнография») — идеализированное визуальное изображение еды в рекламе, блогах, кулинарных шоу и других визуальных медиа. Феномен происходит из интернет-платформы с обзорами ресторанов под названием Foodporn. Фудпорн обычно представляет из себя стилизованную фотографию, которая представляет еду соблазнительной, по аналогии с гламурной или порнографической фотографией.

## История

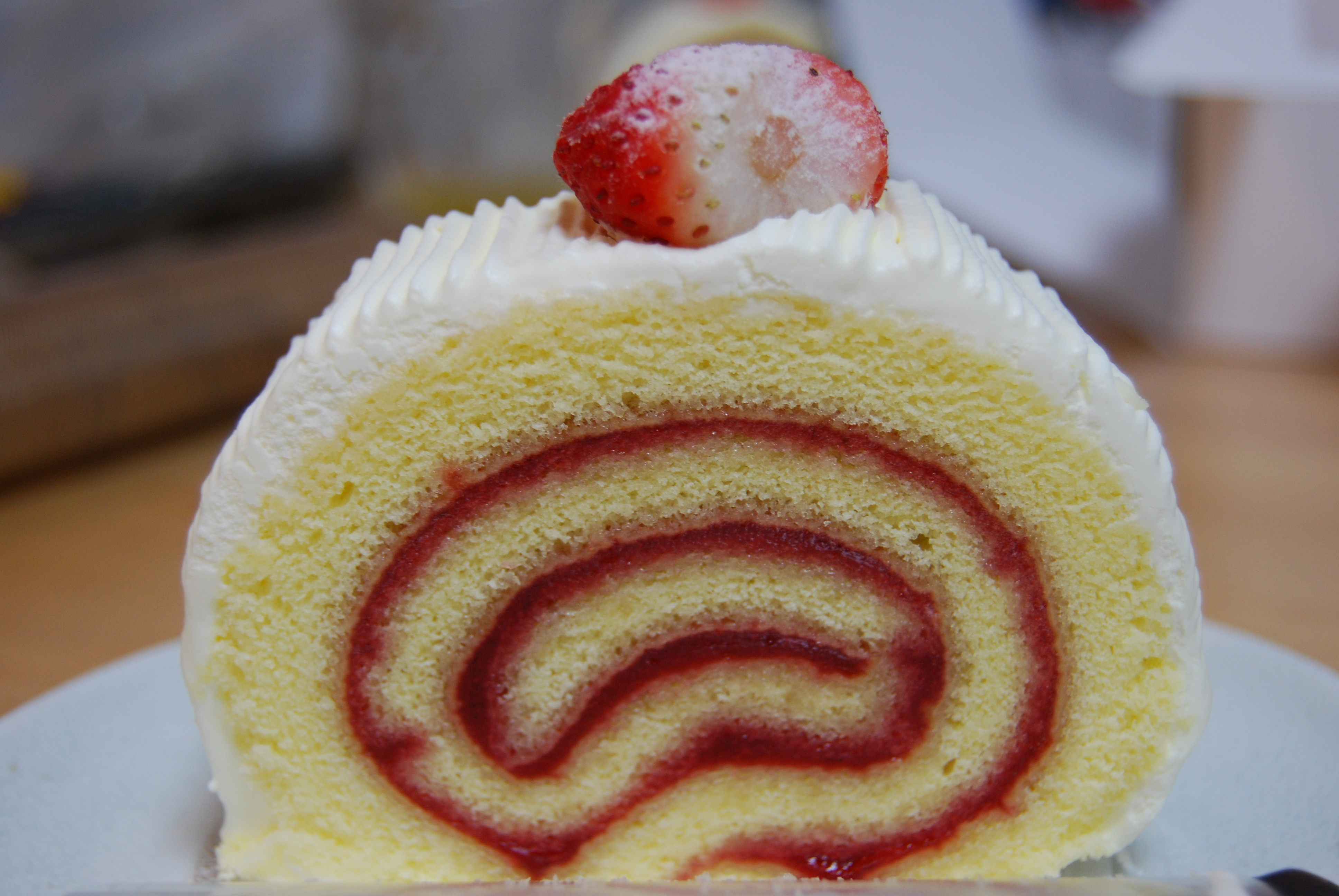
Рулет

Одну из наиболее ранних форм термина можно найти в статье Александра Кокбёрна, опубликованной в декабре 1977 года в The New York Review of Books, в которой Кокбёрн написал, что «Настоящее гастропорно усиливает возбуждение и чувство недостижимого, показывая фотографии различных приготовленных блюд». Майкл Ф. Джейкобсон использовал термин «фуд-порн» в новостной рассылке Центра за науку в общественных интересах в 1979 году. Термин «фуд-порн» был также использован феминистским критиком Розалинд Коуард в её книге «Женское желание» 1984 года, в которой она написала:
«Приготовление еды и её красивое представление — это акт порабощения. Это способ выражения привязанности через дар [...] Мы должны стремиться производить идеально приготовленную и поданную еду как символ желания и удовольствия от обслуживания других. Пищевая порнография таким образом поддерживает эти смыслы в приготовлении еды. Такие фотографии всегда используются, чтобы подавить процесс производства пищи. Они всегда красиво освещены, иногда подправлены».

Cooking food and presenting it beautifully is an act of servitude. It is a way of expressing affection through a gift [...] That we should aspire to produce perfectly finished and presented food is a symbol of a willing and enjoyable participation in servicing others. Food pornography exactly sustains these meanings relating to the preparation of food. The kinds of picture used always repress the process of production of a meal. They are always beautifully lit, often touched up.
Термин «фуд-порн» не проводит чёткую связь между едой и сексуальностью. В США термин применяется, когда «производители еды зарабатывают деньги в результате негативной реакции на низкокалорийную и диетическую еду. Такой заработок осуществляется с помощью рекламы продуктов с высоким содержанием жира и сосудосуживающими свойствами».
В Великобритании термин обрёл популярность в 1990-х годах, благодаря кулинарному шоу «Two Fat Ladies», после того как продюсер программы рассказал о «порнографическом удовольствии», которое испытывали ведущие, используя в своих рецептах огромное количество масла и сливок.

## Связь с бизнесом
Съёмка еды стала нормой жизни молодого поколения. Молодые люди пытались подражать Foodporn, сайту, популяризовавшему концепцию публикации визуально привлекательных видео и фото еды и напитков в социальных сетях. Исследование YPulse показало, что 63% людей в возрасте от 13 до 30 лет публиковали фотографии своей еды в социальных сетях. Более того, 57% людей в той же возрастной категории размещали информацию о еде, которую они употребляли во время публикации. Исходя из статистики, связь еды и социальных сетей стала трендом. Люди, использующие хэштег #foodporn, помогают гастрономической индустрии отслеживать свою  аудиторию в социальных сетях.

## В культуре
Термин «фуд-порн» отсылает к изображениям еды на различных медиа-платформах: на телевидении, сайтах, в кулинарных журналах, блогах, мобильных приложениях. Причина тесной связи фуд-порна с поп-культурой кроется в том, что еда присутствует в жизни людей каждый день. Фуд-порн не является специфической чертой социальных сетей и может быть также встречен в газетах и онлайн-блогах. Более того, фуд-порн встречается во всём мире. Существующие языковые барьеры могут быть преодолены с помощью хэштега #foodporn. Фуд-порн используется онлайн-пользователями и не унижает или возвышает одно блюдо над другим.

## Порнографическая метафора
Современные литература и кино в большинстве случаев связывают еду и сексуальность. Ученые фиксируют существование исторически сложившихся связей между едой и сексом. Например, на всём протяжении эволюции люди мужского и женского пола объединялись вокруг приёма пищи и создания потомства, удовлетворяя тем самым две основных потребности, нужных для выживания человека как вида. [значимость факта?]
В современной поп-культуре существует более очевидная связь между приёмом пищи и сексом. В своей книге «Еда: ключевые концепции» Уоррен Беласко исследует конкретную связь между кухней и спальней в современной лексике: «Эти интенсивно сексуализированные коннотации еды и любви затрудняют принятие аскетизма, пропагандируемого ответственным питанием. Если выпечка, сахар, жир, мясо и соль так тесно связаны с самыми сокровенными и приятными переживаниями в жизни, кто вообще захочет сократить их потребление?».  Когда Александр Кокбёрн определял термин «гастрономическое порно», он использовал слова «возбуждение» и «недостижимое»,  подразумевая элемент удовлетворения фантазий, который можно наблюдать как в фуд-порне, так и «традиционной» порнографии. 
С появлением моды на здоровый образ жизни в 1980-х годах, аналогичная тенденция появилась и в кулинарно-ориентированных СМИ, и в исследованиях расстройств пищевого поведения.  Поскольку люди продолжали ограничивать потребляемые калории, кулинарно-ориентированные медиа повысили свою популярность, благодаря возможности следовать за гастрономическими фетишами потребителя,  по аналогии со следованием за фетишами потребителя на рынке «традиционной» порнографии.